# Imperator
La palabra latina imperator designaba en tiempos de la República romana al magistrado portador de imperium, el poder de mando militar durante las campañas militares o en las provincias conquistadas. Posteriormente se convirtió uno de los  títulos de los emperadores romanos y al entrar en el vocabulario europeo político se convirtió en lo que se conoce como emperador, esto es, un rey de reyes o un gobernante de varios territorios conquistados.
Los textos romanos republicanos emplean el término imperator para referirse a los gobernadores provinciales que, al mismo tiempo, eran los máximos dirigentes del ejército en la provincia. Es decir, a quienes ostentaban el imperium fuera de los límites estrictos de la ciudad de Roma.
Solamente las magistraturas más elevadas conferían imperium: el consulado y la pretura. Concluido su mandato, estos funcionarios se convertían en gobernadores de provincia, procónsules o propretores respectivamente y seguían en posesión del imperium hasta que su mandato expiraba.
El imperium les confería una carga religiosa significativa tan importante que no era posible que volvieran a entrar en la ciudad de Roma con sus tropas sin unas ceremonias de purificación, el imperator con su ejército solo podía estar como tal en Roma en la celebración de la ceremonia del triunfo. 
A partir del establecimiento del Imperio romano con Augusto, el imperium dejó de ser una autoridad temporal y compartida de los funcionarios para pasar a ser una prerrogativa exclusiva de los monarcas. El emperador tenía el "imperio proconsular mayor e infinito", es decir, era jefe máximo y vitalicio de todas las legiones romanas. En la parte grecoparlante del Imperio, el título de imperator se traducirá como "autocrator". 
- Datos: Q725434